# 不安定帯
不安定帯（ふあんていたい、Instability strip）は、脈動変光星が占めるヘルツシュプルング・ラッセル図におけるほぼ垂直の領域である。
主系列星のA型とF型（1から2太陽質量）の領域を分断しており、若干右に曲がりながらほぼ垂直に最大光度の位置まで伸びている。不安定帯の下の方は、ヘルツシュプルングの間隙と呼ばれる。

## 脈動
不安定帯にある恒星は、He III（二価のヘリウムイオン）のせいで脈動している。通常のA型、F型、G型の恒星では、ヘリウムは恒星の光球に中性の状態で存在する。温度が2万5000℃から3万℃の光球の下の深い位置からは、He II（一価のヘリウムイオン）層が始まる。He III層は、3万5000℃から5万℃の位置から始まる。
恒星が収縮すると、He II層の密度と温度は上昇し、He IIはHe IIIに変換し始める。これにより、恒星の不透明度は増加し、恒星内部からのエネルギー流束は、効率的に吸収される。恒星の温度は上昇し、拡大を始める。拡大が終わると、He IIIは再びHe IIに再変換し、恒星の透明度は低下し、恒星の表面温度も下がる。外層は収縮し、サイクルが初めから繰り返される。
恒星の視線速度の脈動と明るさの変化の間の相転移は、恒星表面からHe II領域の距離に依存する。